# Ламброс Кацоніс
Ламброс Кацоніс (Ламбро Качионі, грец. Λάμπρος Κατσώνης; 1752, Лівадія, Центральна Греція — 1805) — грек на російській військовій службі, ініціатор створення і безстрашний командир російської «каперської» флотилії на Середземномор'ї, яка тривалий час тероризувала морські комунікації Османської імперії під час російський-турецької війни 1787—1791 років, діяч грецького національно-визвольного руху.

## Біографія
Народився в місті Лівадія (Центральна Греція) в 1752 році. Вже у віці 16 років як доброволець брав (у 1770—1774 роках) участь в російський-турецькій війні 1768—1774. Після закінчення війни служив офіцером в Грецькому піхотному полку в Росії.

### «Морська війна» Кацоніса
Під час російський-турецької війни 1787‒1792 командував добровольчою грецькою флотилією, створеною 1788 року в Трієсті. Під його проводом в Середземномор'ї здійснені численні напади на турецькі судна. Вже влітку 1788 року 9 суден Кацоніса дезорганізували турецьке судноплавство в регіоні.
Компанії 1789—1790 років Ламброс Кацоніс провів не менш успішно, про що свідчать послідовно присвоєні йому звання — 1790 року отримав чин полковника російської армії. В квітні 1789 року ескадра Кацоніса здобула перемогу поблизу Албанії над дулцинською флотилією, бомбардувала порт Дуррес, в червні того самого року провела переможні бої між островами Сірос та Міконос і таким чином забезпечила собі панівне положення в Егейському морі. В квітні 1790 року Кацоніс здобув кілька перемог між Евбеєю та Андросом над турецько-алжирською ескадрою.
Перемоги флотилії Кацоніса викликали в Греції підйом визвольного руху проти турецького гніту. Однак 29 грудня 1791 року Росія і Туреччина уклали Ясський мирний договір, він зруйнував обіцянку Росії допомогти Греції у визвольній війні. Грецькі патріоти вирішили самотужки продовжувати «морську війну» проти Порти під проводом Кацоніса, але 5 червня 1792 року він поступивс в битві проти турецького флоту, підтриманого французькими кораблями. Турецько-французька ескадра вела операції проти Порто-Кайо (база Кацоніса в Мані на мисі Матапан). Одночасно семитисячний корпус бея Мані Дзанетоса Грігоракіса розгорнув боротьбу із грецькими повстанцями на суходолі. Кацоніс був вимушений відступити.

### Останні роки
1794 року він повернувся до Росії, командував Балаклавським грецьким батальйоном. Ламбросом Кацонісом заснував в Криму маєток, який назвав на честь рідного міста Лівадія, що в Беотії (Греція) — Лівадійським. Поблизу маєтку в подальшому виросло селище Лівадія. На території маєтку Кацоніс був похований після смерті в 1804 році. Також в Лівадії встановлено погруддя героя.
Помер Ламброс Кацоніс 1804 року (за іншими даними 1805 або 1806 року) в Криму. Національно-визвольну боротьбу в Греції після нього продовжив Рігас Фереос.